# 横河時介
横河 時介（よこがわ ときすけ、1896年4月9日‐1974年8月23日）は、大正～昭和時代の実業家。株式会社横河橋梁製作所（現・横河ブリッジ）、株式会社横河電機製作所（現・横河電機）代表取締役社長。日本を代表する建築家として知られた横河グループ創業者・横河民輔の長男。

## 来歴
横河民輔の長男として、東京に生まれる。母は東京女子学園創立者・棚橋絢子の娘下枝。旧制中学校を卒業すると、父の意向により渡米し、コーネル大学建築科を卒業し、帰国後、父が創業した横河工務所（現・横河建築設計事務所）に入所。その後、1938年には株式会社横河橋梁製作所代表取締役社長に就任。1940年には、株式会社横河電機製作所代表取締役社長に就任し、父の事業の後継者となる。戦時下の軍需増大で異常な発展した横河電機製作所は、敗戦により会社の存続が困難となる中、1947年、同社の再建に専念するため、横河橋梁製作所の社長を辞任。横河電機製作所は、戦後、工業計器専業メーカー最大手となって再建を果たし、1960年に会長となり、1966年には相談役に退いた。横河橋梁製作所には、1950年に再び代表取締役社長に就任。横河グループの発展に貢献した。
| スタブアイコン | サブスタブ | この項目は、まだ閲覧者の調べものの参照としては役立たない、人物に関連した書きかけの項目です。この項目を加筆・訂正などしてくださる協力者を求めています（P:人物伝/PJ:人物伝）。 |